# Cung Thánh Nhân Liệt Hoàng hậu
Cung Thánh Nhân Liệt hoàng hậu (chữ Hán: 恭聖仁烈皇后; 1162 - 1232), thông gọi Thọ Minh hoàng thái hậu (壽明皇太后) hay Ninh Tông Dương hoàng hậu (寧宗楊皇后), là Hoàng hậu thứ hai của Tống Ninh Tông Triệu Khoáng.
Bà có vai trò quan trọng trong việc giúp Tống Lý Tông Triệu Quân kế vị, do Lý Tông vốn dĩ không phải là nhân tuyển cho vị trí Thái tử của Tống Ninh Tông. Vì vậy, với thân phận Hoàng thái hậu, bà trở thành nhiếp chính của Tống Lý Tông Triệu Quân từ năm 1224 tới năm 1232, tổng 8 năm.

## Cuộc sống ban đầu

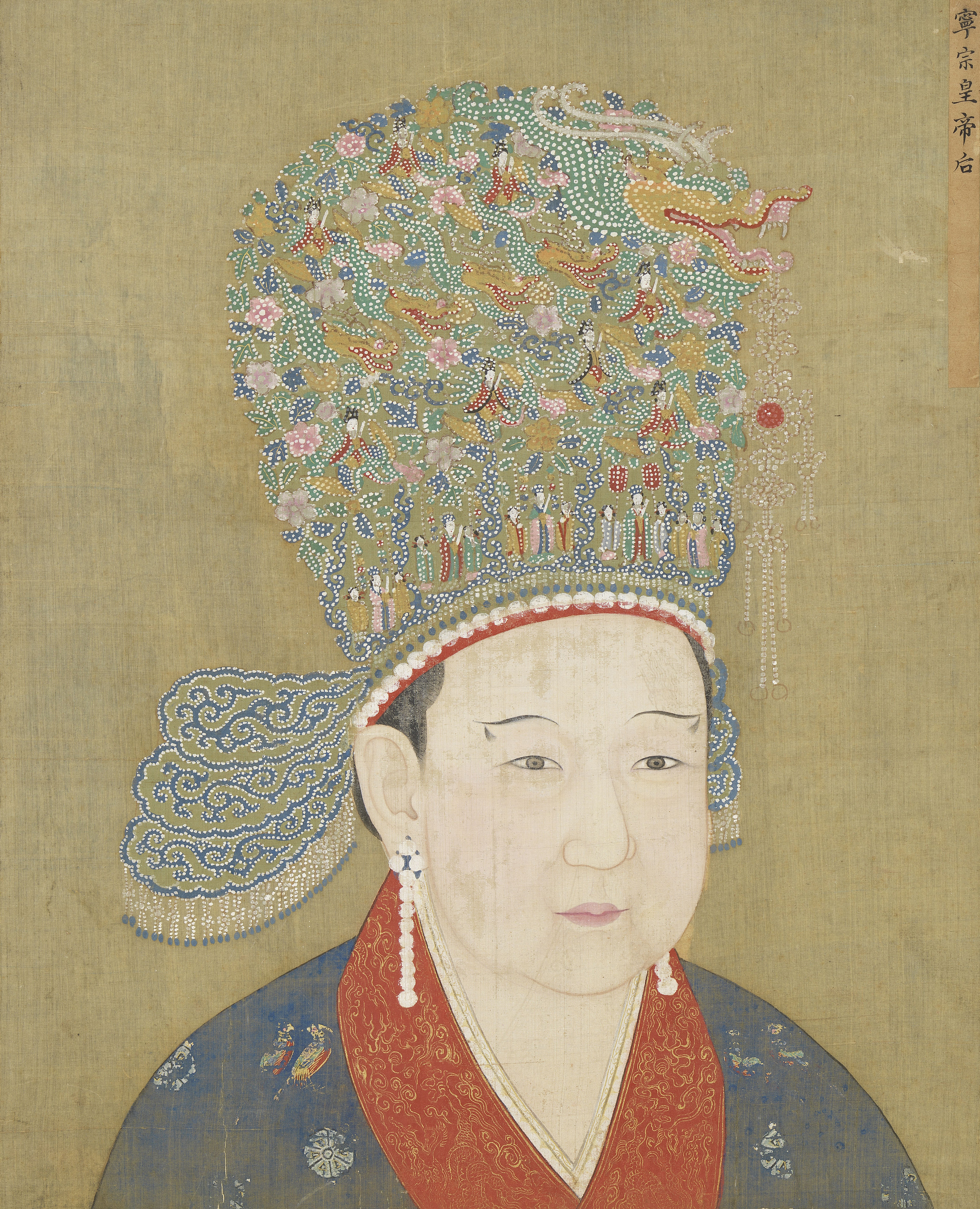
Cung Thánh Nhân Liệt Hoàng hậu Dương thị

Cung Thánh Thái hậu Dương thị tự xưng là người Cối Kê (Triệu Hưng ngày nay). Không rõ thân thế trước lúc vào cung của bà thế nào, vốn Dương thị không phải họ Dương, nhưng vì tham vọng, bà đã cấu kết với một tên Thái giám họ Dương trong cung, giả làm em gái của hắn và tự nhận mình mang họ Dương. Có thuyết cho rằng, bà là con gái của một nữ nhạc công trong triều lúc bấy giờ, số khác lại cho bà chỉ là con nuôi. Về sau này, Dương thị làm cung nữ hầu hạ cho Ngô Thái hậu. Khi ấy, Dương thị được Gia vương Triệu Khoách chú ý đến.
Vào năm Khánh Nguyên thứ nhất (1195), Ninh Tông sau khi lên ngôi, nhớ đến Dương thị ngày nào, đã ra chỉ thăng bà làm Bình Nhạc quận phu nhân (平樂郡夫人).
Năm thứ 3 (1198), tấn phong Tiệp dư (婕妤). Năm Khánh Nguyên thứ 5 (1199), tiến phong Uyển nghi (婉儀), năm sau lại tấn phong làm Quý phi, đứng đầu hoàng phi trong cung. Cũng năm đó, Cung Thục hoàng hậu Hàn thị, chính hậu của Ninh Tông qua đời, hậu cung không ai quản lý.

## Lên ngôi Hoàng hậu
Lúc này trong cung, Dương Quý phi và Tào Mỹ nhân (曹美人) đang được đắc sủng. Tào mĩ nhân là người con gái hiền lành lại lễ độ, còn Dương Quý phi thông tuệ nhạy bén. Ý Ninh Tông là muốn lập Dương Quý phi. Nhưng khi đó đại quyền trong triều bị Thái sư Bình chương quân quốc trọng sự là Hàn Thác Trụ thao túng, là bác của Hàn hoàng hậu. Thác Trụ cho rằng Dương Quý phi xảo quyệt, thủ đoạn, khi làm Hoàng hậu sẽ nắm quyền nên tiến phong Tào mỹ nhân làm Hoàng hậu. Ninh Tông do dự bèn nghĩ ra cách, cho cả hai bà làm một bữa ăn tối, ông sẽ dựa vào bữa ăn mà chọn ra ngôi Hậu.
Lúc Ninh Tông đang ở chỗ của Tào mĩ nhân thì Dương Quý phi đến mới. Tào mĩ nhân không biết đó là kế, bèn theo đến cung Dương phi. Dương phi chuốc rượu cho nhà vua đến say quắc cần câu, rồi đưa tờ chiếu phong hậu đến buộc nhà vua phải kí. Năm Gia Thái thứ 2 (1202), Dương thị được chính thức sắc phong làm Hoàng hậu. Lúc đó em gái bà là Dương mĩ nhân cũng được Ninh Tông hết mực sủng ái, người đương thời gọi là Dương muội, vì nàng ta là em gái của Dương hoàng hậu. Bên ngoài anh trai bà là Dương Thứ Sơn ra sức hỗ trợ, thế lực ngày càng lớn mạnh.

## Sự kiện cầu Lục Bộ
Dương hậu vì chuyện sắc phong nên rất oán giận Hàn Thác Trụ, bà đã nhiều lần xàm tấu ông với Tống Ninh Tông. Sau này Thác Trụ phát động bắc phạt Khai Hi nhưng thất bại thê thảm, người Kim muốn có thủ cấp của Thác Trụ làm lễ vật nghị hòa, Ninh Tông trù trừ chưa dám quyết định, vì e ngại thế lực của Thác Trụ. Hoàng hậu vốn oán Thác Trụ, nên sai nghĩa tử là Vinh vương Triệu Nghiễm đàn hặc Thác Trụ nhưng Ninh Tông không nghe. Hoàng hậu nhân đó xin với Ninh Tông cho anh trai mình là Dương Thứ Sơn điều tra, Ninh Tông bằng lòng. Thứ Sơn bàn với Sử Di Viễn là người cũng đang muốn lật Hàn Thác Trụ để mà thay thế, rồi lệnh cho Tiền Tượng Tổ về kinh. Tượng Tổ ngày trước vì can ngán mít lòng Thác Trụ mà bị đuổi, nên có ý muốn báo thù. Bọn họ bàn với nhau việc xử lí Thác Trụ. Di Viễn đến bẩm với Dương hậu, cầm hổ phù điều động cấm quân, lệnh Tiền Tượng Tổ cầm ngự chỉ triệu Chủ quản cung điện Hà Chấn dẫn 300 quân sĩ phục ở cầu Lục Bộ.
Hàn Thác Trụ không có nghi ngờ gì, vẫn nhận mật chỉ mà vào cung. Đến cầu Lục Bộ thì gặp Hạ Chấn chực sẵn. Chấn sai Trịnh Phát, Vương Bân bắt Thác Trụ quỳ xuống nghe chỉ. Hạ Chấn đọc chưa hết thì Hạ Đình đã dùng gậy sắt đánh chết Thác Trụ. Khi đó Ninh Tông ở trong cung, biết có biến xảy ra, muốn đi cứu thái sư, hoàng hậu vội ra ngăn cản, khóc mà nói
Nếu như Bệ hạ muốn đón thái sư thì xin cho nô tì chết trước đã.
Ninh Tông vì những giọt nước mắt của Hậu mà rút lệnh. Sau khi nộp thủ cấp Thác Trụ cho người Kim, Ninh Tông lập Vinh vương Nghiễm làm Hoàng thái tử, đổi tên là Tuân, bổ nhiệm Tiền Tượng Tổ, Sử Di Viễn làm Tả, Hữu thừa tướng. Nhưng Tiền Tượng Tổ nắm quyền không lâu thì bị bãi tướng, từ đó Sử Di Viễn xưng bá trong triều. Di Viễn vốn cùng với Dương hậu có quan hệ thân thiết, người đương thời nghi ngờ giữa họ có quan hệ mờ ám, nhưng việc này không được chánh sử ghi lại.

## Thuỳ liêm thính chính
Mùa thu năm 1220, con nuôi của Dương hậu là Cảnh Hiến thái tử Triệu Tuân qua đời, Ninh Tông không có người kế vị. Giữa năm 1221, con nuôi của Nghi vương Bính (cháu nội vua Hiếu Tông) là Quý Hòa được phong làm Hoàng tử, ban hiệu Tế quốc công. Bấy giờ Sử Di Viễn bên ngoài phe cánh đầy triều, bên trong có Dương hậu chống lưng, tha hồ nắm quyền triều chính, ngang ngược lộng hành, muốn làm gì thì làm, muối giết ai thì giết. Hoàng tử Hoằng thất bất bình, mới trị tội Di Viễn. Di Viễn biết được, bèn nảy sinh ý phế lập.
Năm Gia Định thứ 17 (1224), Ninh Tông bạo bệnh. Sử Di Viễn gọi triệu tông thất Quý Thành vào cung, giả mạo chiếu chỉ lập Quý Thành làm hoàng tử, đổi tên là Quân, phong Vũ Thái quân tiết độ sứ, tước Thành quốc công. Ngày 18 tháng 8 cùng năm Ninh Tông giá băng, Sử Di Viễn sai hai người cháu của Dương hậu là Dương Cốc, Dương Thạch vào cung báo việc phế lập. Dương hậu từ chối, bảo rằng
Tiên đế đã quyết lập Hoàng tử Hoằng, sao có thể dễ dàng thay đổi như vậy.
Khuyên đến bảy tám lần, Hậu vẫn không nghe. Cốc, Thạch phủ phục dưới đất mà nói
Trong ngoài hiện nay đều theo Thành Quốc, không lập thì có biến, e là không bảo toàn được Dương thị.
Dương hậu rốt cuộc phải nhận lời, cho triệu hoàng tử Quân vào cung. Dương hậu đổi giọng mà nói
Hôm nay ngươi chính là con của ta rồi.
Thái tử Quân kế vị, tức Tống Lý Tông, tôn Dương hậu làm Hoàng thái hậu, buông rèm nghe chính. Khi Lý Tông lập hậu, có hai người được chọn, trong đó Giả thị xinh đẹp thông tuệ, được Lý Tông sủng ái, còn Tạ thị mắt có màng, da ngăm đen, từ sau khi phát bệnh lên đậu thì bỗng nhiên trở nên xinh đẹp khác thường. Lý Tông có ý muốn lập Giả thị, nhưng vì Dương hậu ngày xưa chịu ơn của Tạ Thâm Phủ, nên ra sức thuyết phục, khiến Lý Tông phải lập Tạ thị làm Hoàng hậu, cho Giả thị làm Quý phi.
Năm Bảo Khánh thứ 2 (1226), Lý Tông tôn bà làm Thọ Minh Hoàng thái hậu (壽明皇太后). Năm Thiệu Định nguyên niên (1228), gia thêm tôn hiệu là Thọ Minh Từ Duệ Hoàng thái hậu (寿明慈睿皇太后). Năm thứ 4 (1231), lại tấn tôn Thọ Minh Nhân Phúc Từ Duệ Hoàng thái hậu (寿明仁福慈睿皇太后).
Năm Thiệu Định thứ 5 (1232), Dương Thái hậu sau khi nhiếp chính được 8 năm thì qua đời tại Từ Minh điện (慈明殿). Thụy hiệu là Cung Thánh Nhân Liệt Hoàng hậu (恭圣仁烈皇后).

## Hậu duệ
1. Triệu Tăng (趙增; 18 tháng 12, 1200 - 7 tháng 1, 1201), truy phong Dĩnh vương (郢王)
2. Triệu Quynh (趙埛; 1202), truy phong Hoa vương (华王)

### Nghĩa tử
1. Cảnh Hiến thái tử Triệu Tuân (? - 1220).
2. Tế quốc công Triệu Hoằng (? - 1225).
3. Tống Lý Tông Triệu Quân (1203 - 1264)

Tất cả các hoàng tử của Tống Ninh Tông đều chết khi chưa đầy 1 tháng tuổi, vì vậy ông nhận nuôi Triệu Dữ Cử, cháu 10 đời của Tống Thái Tổ, trực hệ của Yến Ý vương Triệu Đức Chiêu.